# توماس بي. لاركن
توماس بي. لاركن (بالإنجليزية: Thomas B. Larkin)‏ هو عسكري أمريكي، ولد في 12 ديسمبر 1890 في Louisburg, Wisconsin ‏ في الولايات المتحدة، وتوفي في 17 أكتوبر 1968.